# 海吉圣马尔通
海吉圣马尔通（匈牙利語：Hegyszentmárton）是匈牙利巴兰尼亚州所辖的一个村。总面积18.78平方公里，总人口424，人口密度22.6人/平方公里（2011年1月1日）。